# I Beheld His Glory
I Beheld His Glory ist ein US-amerikanischer Fernsehfilm aus dem Jahr 1953 und hat Jesus Christus zum Thema.

## Handlung
Der römische Zenturio Cornelius ist auf die Bitte von Apostel Thomas hin auf der Suche nach Eltheas. Dieser spricht gerade mit seinen Freunden über die Gerüchte, ein Nazarener sei gekreuzigt worden.
Cornelius berichtet Eltheas und seinen Freunden von Barabbas, Jesu Einzug in Jerusalem und Jesu Predigten im Tempel. Die Römer machen sich Sorgen, Jesu Anwesenheit in Jerusalem könnte einen Aufruhr verursachen. Cornelius hört von Plänen des Hohepriesters Kajaphas, Jesus töten zu lassen, und beauftragt Thomas, Jesus mitzuteilen, er solle die Stadt verlassen. Inzwischen hält Jesus mit seinen Jüngern das letzte Abendmahl ab und kündigt den Verrat durch Judas Iskariot an. Wenig später wird Jesus im Garten Gethsemane verhaftet; ihm wird unter Statthalter Pontius Pilatus der Prozess gemacht. Pilatus’ Versuche, Jesus vor der Kreuzigung zu verschonen, schlagen fehl; auch will das Volk lieber Barabbas statt Jesus als freien Mann sehen. Nach dem Tode Jesu lässt Pilatus sein Grab bewachen.
Zum Erstaunen von Eltheas und seiner Freunde berichtet Cornelius, dass Jesus dennoch nicht tot ist. So berichtet Cornelius ausführlich von Jesu Auferstehung. Trotz Berichten von Maria Magdalena und den Jüngern von Emmaus, die Jesus gesehen haben, zweifelt Thomas, doch als Jesus schließlich erscheint, glaubt auch er. Cornelius bezeugt Eltheas und seinen Freunden, dass Jesus gekommen ist, um die Menschheit zu retten, da er seinen Ruhm gesehen hat.